# Halina Guńka
Halina Guńka, z domu Nowak (ur. 1 czerwca 1970 w Rabce) – polska narciarka i biathlonistka.

## Działalność sportowa
Zawodniczka Maratonu Mszana Dolna i Legii Zakopane. Trzykrotna olimpijka w narciarstwie (Albertville 1992, Lillehammer 1994) oraz w biathlonie (Nagano 1998). Największe sukcesy: 7. miejsce podczas MŚ 1991 w sztafecie narciarskiej 4 × 5 km, 7. miejsce w drużynie podczas biathlonowych MŚ w 1997 r., 6. miejsce w sztafecie biathlonowej 3 × 7,5 km podczas ME w 1995, dwa medale – srebrny i brązowy podczas uniwersjad w 1987 i 1989 r. w sztafecie narciarskiej 3 × 5 km. 4-krotna mistrzyni Polski w narciarstwie i 4-krotna mistrzyni Polski w biathlonie.

## Życie prywatne
Żona kombinatora norweskiego Ryszarda Guńki. Mieszka w Chochołowie. Jej synowie, Jan Guńka oraz Kacper Guńka również uprawiają biathlon.